# Děkanát Uherský Brod
Děkanát Uherský Brod je územní část olomoucké arcidiecéze. Tvoří ho 19 farností. Děkanem je R. D. Mgr. Jan Hrudík, farář v Uherském Brodě. Místoděkanem je R. D. Mgr. Jaroslav Kapuš. V děkanátu působí 16 diecézních a 4 řeholních kněží.

## Historie
V římskokatolické církevní správě existoval až do poloviny 14. století děkanát lucký v hranicích někdejší Lucké provincie. Bylo to území definitivně připojené k českým zemím teprve na přelomu 12. a 13. století. Uherskobrodský děkanát se rozkládá přibližně ve shodném území zmíněného luckého děkanátu.

## Znak děkanátu

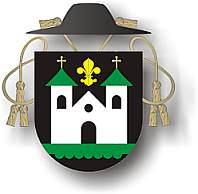
Erb děkanátu Uherský Brod

### Popis
V černém poli na zeleném trávníku průčelí stříbrného dvouvěžového kostela se zelenými střechami, opatřenými zlatými křížky. Mezi věžemi je zlatá lilie.

### Původ
Obec Pitín nacházející se na území děkanátu je rodištěm olomouckého arcibiskupa Josefa Matochy. Znak děkanství je odvozen od osobního erbu arcibiskupa. Lilie mezi věžemi ukazuje na mariánský titul farního chrámu v Uherském Brodě.

## Farnosti
| Farnost                   | Správce                                  | Farní kostel                      |
| ------------------------- | ---------------------------------------- | --------------------------------- |
| Bánov                     | farář R. D. Mgr. Jiří Putala             | sv. Martina                       |
| Bojkovice                 | farář R. D. Mgr. Jiří Doležel            | sv. Vavřince                      |
| Březová u Uherského Brodu | administrátor excurrendo Strání          | sv. Cyrila a Metoděje             |
| Dolní Němčí               | farář R. D. Mgr. Jiří Luňák              | sv. Filipa a Jakuba               |
| Horní Němčí               | administrátor excurrendo Dolní Němčí     | sv. Petr a Pavel                  |
| Hradčovice                | farář R. D. Mgr. Jaroslav Kapuš          | Všichni svatí                     |
| Komňa                     | administrátor excurrendo Starý Hrozenkov | sv. Jakuba Staršího               |
| Korytná                   | administrátor excurrendo Nivnice         | sv. Václava                       |
| Nezdenice                 | administrátor excurrendo Bojkovice       | sv. Petr a Pavel                  |
| Nivnice                   | farář R. D. Mgr. Zdeněk Gerhard Klimeš   | Andělů Strážných                  |
| Pitín                     | administrátor R. D. Mgr. Zdeněk Graas    | sv. Stanislava                    |
| Prakšice                  | farář R. D. Mgr. Josef Opluštil          | Krista Krále                      |
| Rudice                    | administrátor excurrendo Šumice          | sv. Václava                       |
| Starý Hrozenkov           | farář R. D. Mgr. Bohumil Svítok          | Narození Panny Marie              |
| Strání                    | farář R. D. Mgr. Ing. Jiří Pospíšil      | Povýšení svatého Kříže            |
| Šumice                    | farář R. D. Mgr. MIlan Ryšánek           | Narození Panny Marie              |
| Uherský Brod              | farář R. D. Mgr. Svatopluk Pavlica       | Neposkvrněného početí Panny Marie |
| Uherský Brod-Újezdec      | farář R. D. Mgr. Vlastimil Vaněk         | sv. Jana Křtitele                 |
| Vlčnov                    | farář R. D. Mgr. Hubert Jan Wójczik      | sv. Jakuba Staršího               |